# Jan O. Jonsson
Jan "Janne" Olov Jonsson, född 14 december 1957 i Söderhamn, är en svensk sociolog.
Jonsson blev 1988 filosofie doktor i sociologi vid Stockholms universitet (SU), och 1991 docent. Sedan 1998 är han professor i sociologi vid Institutet för social forskning vid SU, och var SOFI:s föreståndare 2007-2008.
Hans forskningsområden har varit social selektion inom utbildningssystemet, social stratifiering, social rörlighet och frågor om familjer och barn. Han har också varit ansvarig för de svenska levnadsnivåundersökningarna från 1999.
Jonsson invaldes 2007 som ledamot av Kungliga Vetenskapsakademien.